# Лозовий Євгеній Вікторович
Євген Вікторович Лозовий (нар. 25 березня 1988, Харків) — український футболіст, півзахисник.

## Біографія
Вихованець харківського футболу.
Виступи почав на аматорському рівні за харківський «Геліос-2».
2007 року перейшов до харківського «Металіста», де виступав до молодіжний склад команди до літа 2011 року. За цей час за основну команду провів лише два матчі, обидва — виходи на заміну в Кубку України.
На початку липня 2011 року Євген Лозовий підписав контракт з першоліговим «Геліосом», в якому відразу став основним півзахисником.
Улітку 2013 року приєднався до складу новачка Першої ліги «УкрАгроКома», а після його розформування влітку 2014 року перейшов до іншого першолігового колективу, «Гірник-Спорт».
Улітку 2015 року став гравцем кишинівської «Дачії».
У липні 2016 року перейшов до клубу Першої ліги «Нафтовик-Укрнафта».
У липні 2017 року став гравцем «Руху» з Винник.

## Статистика
Станом на кінець сезону 2015/16
| Клуб                | Сезон   | Ліга                  | Ліга | Ліга | Кубок | Кубок | Разом | Разом |
| Клуб                | Сезон   | Чемпіонат             | Ігри | Голи | Ігри  | Голи  | Ігри  | Голи  |
| ------------------- | ------- | --------------------- | ---- | ---- | ----- | ----- | ----- | ----- |
| «Металіст» (Харків) | 2007-08 | Молодіжна першість    | 25   | 3    | 0     | 0     | 25    | 3     |
| «Металіст» (Харків) | 2008-09 | Молодіжна першість    | 30   | 5    | 0     | 0     | 30    | 5     |
| «Металіст» (Харків) | 2009-10 | Молодіжна першість    | 28   | 3    | 1     | 0     | 29    | 3     |
| «Металіст» (Харків) | 2010-11 | Молодіжна першість    | 27   | 6    | 1     | 0     | 28    | 6     |
| «Металіст» (Харків) | Разом   | Молодіжна першість    | 110  | 17   | 2     | 0     | 112   | 17    |
| «Геліос» (Харків)   | 2011-12 | Перша ліга            | 16   | 2    | 1     | 0     | 17    | 2     |
| «Геліос» (Харків)   | 2012-13 | Перша ліга            | 20   | 2    | 1     | 0     | 21    | 2     |
| «Геліос» (Харків)   | Разом   | Перша ліга            | 36   | 4    | 2     | 0     | 38    | 4     |
| «УкрАгроКом»        | 2013-14 | Перша ліга            | 26   | 1    | 1     | 0     | 11    | 0     |
| «УкрАгроКом»        | Разом   | Перша ліга            | 26   | 1    | 1     | 0     | 27    | 1     |
| «Гірник-Спорт»      | 2014-15 | Перша ліга            | 24   | 2    | 0     | 0     | 24    | 2     |
| «Гірник-Спорт»      | Разом   | Перша ліга            | 24   | 2    | 0     | 0     | 24    | 2     |
| «Дачія»             | 2015-16 | Національний дивізіон | 7    | 0    | 2     | 0     | 9     | 0     |
| «Дачія»             | Разом   | Перша ліга            | 7    | 0    | 2     | 0     | 9     | 0     |